# Silver Nano
Silver Nano  (Silver Nano Health System) - traducibile in italiano con Nano Argento - è un nome di un marchio di fabbrica di una tecnologia antibatterica introdotta da Samsung nell'aprile 2003 che utilizza nanoparticelle di argento in lavatrici, frigoriferi, climatizzatori, depuratori d'aria e aspirapolvere.

## Benefici
Gli elettrodomestici Samsung come frigoriferi o condizionatori d'aria sono rivestiti in nano argento (silver nano) nella loro superficie interna per fornire un effetto globale anti-batterico e anti-fungine. Quando l'aria circola, il contatto con le superfici rivestite con ioni d'argento, resistenti a qualsiasi batterio trasportato dall'aria, incide negativamente sul loro metabolismo cellulare inibendone la crescita e sopprimendone la respirazione.
Samsung dichiara che la nano tecnologia silver nano sterilizza  oltre 650 tipi di batteri e che "la lavatrice Samsung WM1245A rilascia oltre 400 miliardi di ioni d'argento che penetrano profondamente nei tessuti di ogni genere creando un rivestimento di protezione sterilizzante per un massimo di 99,99% di disinfezione e con un effetto antibatterico aggiuntivo che dura fino a 30 giorni dopo il lavaggio".
Secondo Paolo Lipscomb, direttore di produzione di elettrodomestici Samsung per l'Australia: "Il sistema Silver Wash significa che non è più necessario tenere in ammollo i vestiti in additivi o lavare a temperature molto elevate con lo scopo di disinfettarli. Questo combinato con  il caricamento Samsung frontale della lavatrice che conduce a un tasso di efficienza idrica fino a 5A, crea un risparmio importante sul costo a lungo termine del funzionamento della lavatrice".
Nel 2005 la South Korean Consumer Protection Board ha concluso che la tecnologia Samsung Silver Wash è stata esagerata in quanto a pubblicità, per il fatto che i risultati dei test hanno mostrato che la rimozione del 99,9% dei germi è analoga alle lavatrici drum-type della LG Electronics, Daewoo Electronics e Whirlpool.
Samsung ha confutato l'accusa dicendo che i suoi prodotti restano ancora superiori perché rimuovono il 99,999% per cento dei germi rispetto al 99,9-99,99% delle altre lavatrici.

## Preoccupazioni ambientali
La filiale tedesca dell'associazione Friends of the Earth, la Bund für Umwelt und Naturschutz Deutschland (BUND), ha chiesto ai consumatori di non comprare un nuovo tipo di lavatrice che usa nanoparticelle d'argento. La BUND ha criticato il prodotto sostenendo che una considerevole quantità di argento potrebbe entrare negli impianti di depurazione turbando gravemente il processo di depurazione biologico delle acque reflue. L'associazione Friends of the Earth ha anche affermato che le nanoparticelle d'argento hanno un effetto tossico su diversi tipi di cellule viventi.
La Samsung ha controbattuto che soltanto un totale complessivo di 0,05 grammi di argento per macchina viene rilasciato, per ogni anno, mentre il rilascio degli ioni d'argento rapidamente si legano in acqua a strutture di dimensioni non nanometriche.

## Regolamentazione
In Silver Nanotechnologies and the Environment, il tossicologo ambientale Samuel Luoma sostiene che l'uso diffuso di argento su scala nanometrica sarà una sfida per le agenzie di regolamentazione nel bilanciare gli importanti potenziali benefici contro la possibilità di significativi rischi ambientali. A partire dal 21 agosto 2008, la Project on Emerging Nanotechnologies stima che almeno 235 prodotti nanotecnologici identificati che utilizzano l'argento sono pubblicamente disponibili.